# Hinabangan
Hinabangan is een gemeente in de Filipijnse provincie Samar op het gelijknamig eiland Samar. Bij de laatste census in 2007 had de gemeente ruim 12 duizend inwoners.

## Geografie

### Bestuurlijke indeling
Hinabangan is onderverdeeld in de volgende 21 barangays:
| - Bagacay - Binobucalan - Bucalan - Cabalagnan - Cabang - Canano - Concord - Consolabao - Dalosdoson - Fatima - Lim-ao | - Malihao - Mugdo - Osmeña - Poblacion 1 - Poblacion 2 - Rawis - San Jose - San Rafael - Tabay - Yabon |

## Demografie
Hinabangan had bij de census van 2007 een inwoneraantal van 12.129 mensen. Dit zijn 9 mensen (0,1%) meer dan bij de vorige census van 2000. De gemiddelde jaarlijkse groei komt daarmee uit op 0,01%, hetgeen afwijkt van het landelijk jaarlijks gemiddelde over deze periode (2,04%). Vergeleken met de census van 1995 is het aantal mensen met 22 (0,2%) afgenomen.

De bevolkingsdichtheid van Hinabangan was ten tijde van de laatste census, met 12.129 inwoners op 460,08 km², 26,4 mensen per km².